# Armoriale di San Marino
Questa pagina contiene le armi (stemmi e blasonature) e le bandiere della Repubblica di San Marino.

## Armoriale
| Blasonatura | Stemma | Bandiera |
| --- | ------ | -------- |
| Repubblica di San Marino (dal 1797 al 9 agosto 2011) Legge - Stemma: D'azzurro, a tre torri d'argento aperte, finestrate e murate di nero, merlate alla guelfa, poste sopra altrettanti monti di verde, e cimate ognuna da una piuma in palo d'argento. Scudo a forma di cuore, incorniciato d'oro, accostato da un ramo d'alloro a destra e da un ramo di quercia a sinistra, uniti sotto alla punta dello scudo da un nastro bianco con il motto LIBERTAS d'azzurro. Timbrato da una corona radiata di otto punte [visibili], chiusa da tre semicerchi ornati di perle e congiunti da un globo crociato. - Bandiera: ... |        |          |
| Repubblica di San Marino (dal 9 agosto 2011 ad oggi) Legge Costituzionale n. 1 del 22 luglio 2011 "Bandiera e stemma della Repubblica di San Marino. Integrazione alla Legge n. 59 dell'8 luglio 1974." - Stemma: Lo stemma ufficiale della Repubblica è sormontato da corona chiusa, simbolo di sovranità. Lo scudo ha il campo azzurro, tre monti di verde, le torri d'argento, finestrate, merlate e distinte in nero, cimate di penne di struzzo d'argento. Lo scudo è ornato da due rami verdi e decussati sotto la punta dello scudo, uno di alloro, l'altro di quercia, fruttati d'oro. Su nastro d'argento il motto LIBERTAS in caratteri capitali di nero. - Bandiera: La bandiera della Repubblica di San Marino è composta da due campi, divisi in orizzontale, in alto bianco (Pantone Coated Carta Bianca "Bianco bandiera"), in basso azzurro (Pantone Coated 2915C "Celeste"), al cui centro figura lo stemma ufficiale. Proporzioni della bandiera: 3:4. Dimensione dello stemma sulla bandiera base dello stemma: 3/2 L. Posizione dello stemma sulla bandiera: in orizzontale lo stemma è centrato sulla base della bandiera; in verticale l'intersezione dei bracci della croce sulla corona è a 1/2 L dal bordo superiore. La bandiera ufficiale potrà assumere la proporzione 2:3 per usi internazionali e/o quando specificamente previsto. Nella proporzione 2:3 lo stemma occuperà il terzo centrale della base e la retta che passa per l'intersezione dei bracci della croce sulla corona sarà ad 1/6 dell'altezza dal bordo superiore. |        |          |
| Castello della Città di San Marino (dal 1997 ad oggi) Decreto n. 40 del 28 marzo 1997 "Istituzione dei nuovi stemmi dei Castelli della Repubblica di San Marino." - Stemma: Lo stemma da apporsi sulle bandiere ed i gonfaloni, nonché nei sigilli, è: scudo tradizionale a bordo inferiore curvilineo, campo in azzurro, tre torri in giallo piumate in bianco e digradanti a destra, muro merlato antistante in bianco con il motto LIBERTAS. - Bandiera: La Bandiera si compone di una fascia superiore di colore bianco e di una inferiore di colore azzurro e reca al centro lo stemma del castello su scudo tradizionale a bordo inferiore curvilineo. Sul lato sinistro della bandiera, in verticale, è riprodotto il nome del Castello in carattere peigmot. |        |          |
| Castello di Acquaviva (dal 1997 ad oggi) Decreto n. 40 del 28 marzo 1997 "Istituzione dei nuovi stemmi dei Castelli della Repubblica di San Marino." - Stemma: Lo stemma da apporsi sulle bandiere ed i gonfaloni, nonché nei sigilli, è: scudo tradizionale a bordo inferiore curvilineo, campo in azzurro, tre monti stilizzati in verde sormontati da tre alberi, a tronco giallo, chiomati di verde. - Bandiera: La Bandiera si compone di una fascia superiore di colore bianco e di una inferiore di colore azzurro e reca al centro lo stemma del castello su scudo tradizionale a bordo inferiore curvilineo. Sul lato sinistro della bandiera, in verticale, è riprodotto il nome del Castello in carattere peigmot. |        |          |
| Castello di Borgo Maggiore (dal 1997 ad oggi) Decreto n. 40 del 28 marzo 1997 "Istituzione dei nuovi stemmi dei Castelli della Repubblica di San Marino." - Stemma: Lo stemma da apporsi sulle bandiere ed i gonfaloni, nonché nei sigilli, è: scudo tradizionale a bordo inferiore curvilineo, campo in azzurro, tre torri in giallo piumate in bianco e digradanti a destra, muro merlato antistante in bianco recante il motto LIBERTAS, loggia con campanile in giallo con tetti in rosso e campo inferiore bianco. - Bandiera: La Bandiera si compone di una fascia superiore di colore bianco e di una inferiore di colore azzurro e reca al centro lo stemma del castello su scudo tradizionale a bordo inferiore curvilineo. Sul lato sinistro della bandiera, in verticale, è riprodotto il nome del Castello in carattere peigmot. |        |          |
| Castello di Chiesanuova (dal 1997 ad oggi) Decreto n. 40 del 28 marzo 1997 "Istituzione dei nuovi stemmi dei Castelli della Repubblica di San Marino." - Stemma: Lo stemma da apporsi sulle bandiere ed i gonfaloni, nonché nei sigilli, è: scudo tradizionale a bordo inferiore curvilineo, campo in azzurro, piuma di struzzo in rosso curvata a destra. - Bandiera: La Bandiera si compone di una fascia superiore di colore bianco e di una inferiore di colore azzurro e reca al centro lo stemma del castello su scudo tradizionale a bordo inferiore curvilineo. Sul lato sinistro della bandiera, in verticale, è riprodotto il nome del Castello in carattere peigmot. |        |          |
| Castello di Domagnano (dal 1997 ad oggi) Decreto n. 40 del 28 marzo 1997 "Istituzione dei nuovi stemmi dei Castelli della Repubblica di San Marino." - Stemma: Lo stemma da apporsi sulle bandiere ed i gonfaloni, nonché nei sigilli, è: scudo tradizionale a bordo inferiore curvilineo, campo in azzurro, monte sormontato da torre diruta gialla, lupo bianco passante a sinistra, campo inferiore verde. - Bandiera: La Bandiera si compone di una fascia superiore di colore bianco e di una inferiore di colore azzurro e reca al centro lo stemma del castello su scudo tradizionale a bordo inferiore curvilineo. Sul lato sinistro della bandiera, in verticale, è riprodotto il nome del Castello in carattere peigmot. |        |          |
| Castello di Faetano (dal 1997 ad oggi) Decreto n. 40 del 28 marzo 1997 "Istituzione dei nuovi stemmi dei Castelli della Repubblica di San Marino." - Stemma: Lo stemma da apporsi sulle bandiere ed i gonfaloni, nonché nei sigilli, è: scudo tradizionale a bordo inferiore curvilineo, campo in azzurro, grande faggio con tronco e radici in giallo e chiomato verde. - Bandiera: La Bandiera si compone di una fascia superiore di colore bianco e di una inferiore di colore azzurro e reca al centro lo stemma del castello su scudo tradizionale a bordo inferiore curvilineo. Sul lato sinistro della bandiera, in verticale, è riprodotto il nome del Castello in carattere peigmot. |        |          |
| Castello di Fiorentino (dal 1997 ad oggi) Decreto n. 40 del 28 marzo 1997 "Istituzione dei nuovi stemmi dei Castelli della Repubblica di San Marino." - Stemma: Lo stemma da apporsi sulle bandiere ed i gonfaloni, nonché nei sigilli, è: scudo tradizionale a bordo inferiore curvilineo, campo in giallo con tre fiori in rosso di cui uno sottostante. - Bandiera: La Bandiera si compone di una fascia superiore di colore bianco e di una inferiore di colore azzurro e reca al centro lo stemma del castello su scudo tradizionale a bordo inferiore curvilineo. Sul lato sinistro della bandiera, in verticale, è riprodotto il nome del Castello in carattere peigmot. |        |          |
| Castello di Montegiardino (dal 1997 ad oggi) Decreto n. 40 del 28 marzo 1997 "Istituzione dei nuovi stemmi dei Castelli della Repubblica di San Marino." - Stemma: Lo stemma da apporsi sulle bandiere ed i gonfaloni, nonché nei sigilli, è: scudo tradizionale a bordo inferiore curvilineo, campo in azzurro, trimonzio di giallo da cui si ergono tre fiori rossi con stelo e due foglie verdi. - Bandiera: La Bandiera si compone di una fascia superiore di colore bianco e di una inferiore di colore azzurro e reca al centro lo stemma del castello su scudo tradizionale a bordo inferiore curvilineo. Sul lato sinistro della bandiera, in verticale, è riprodotto il nome del Castello in carattere peigmot. |        |          |
| Castello di Serravalle (dal 1997 ad oggi) Decreto n. 40 del 28 marzo 1997 "Istituzione dei nuovi stemmi dei Castelli della Repubblica di San Marino." - Stemma: Lo stemma da apporsi sulle bandiere ed i gonfaloni, nonché nei sigilli, è: scudo tradizionale a bordo inferiore curvilineo, campo in azzurro, torre merlata rossa. - Bandiera: La Bandiera si compone di una fascia superiore di colore bianco e di una inferiore di colore azzurro e reca al centro lo stemma del castello su scudo tradizionale a bordo inferiore curvilineo. Sul lato sinistro della bandiera, in verticale, è riprodotto il nome del Castello in carattere peigmot. |        |          |